# Appingedam
Appingedam es una ciudad de los Países Bajos, perteneciente al municipio de Eemsdelta en la provincia de Groninga. Junto a la vecina ciudad de Delfzijl, forma una conurbación en la cual vive más de la mitad de la población del municipio.
En 2021, la ciudad tenía una población de 11 500 habitantes.

## Historia
Fue municipio hasta el 1 de enero de 2021, cuando se fusionó con Delfzijl y Loppersum para formar el actual municipio de Eemsdelta.

## Patrimonio
Appingedam es una de las ciudades históricas de Groninga, con numerosos lugares de interés, destacando sus características cocinas suspendidas sobre el canal de Damsterdiep. Cuenta con estación de ferrocarril en la línea que une Groninga con Delfzijl.

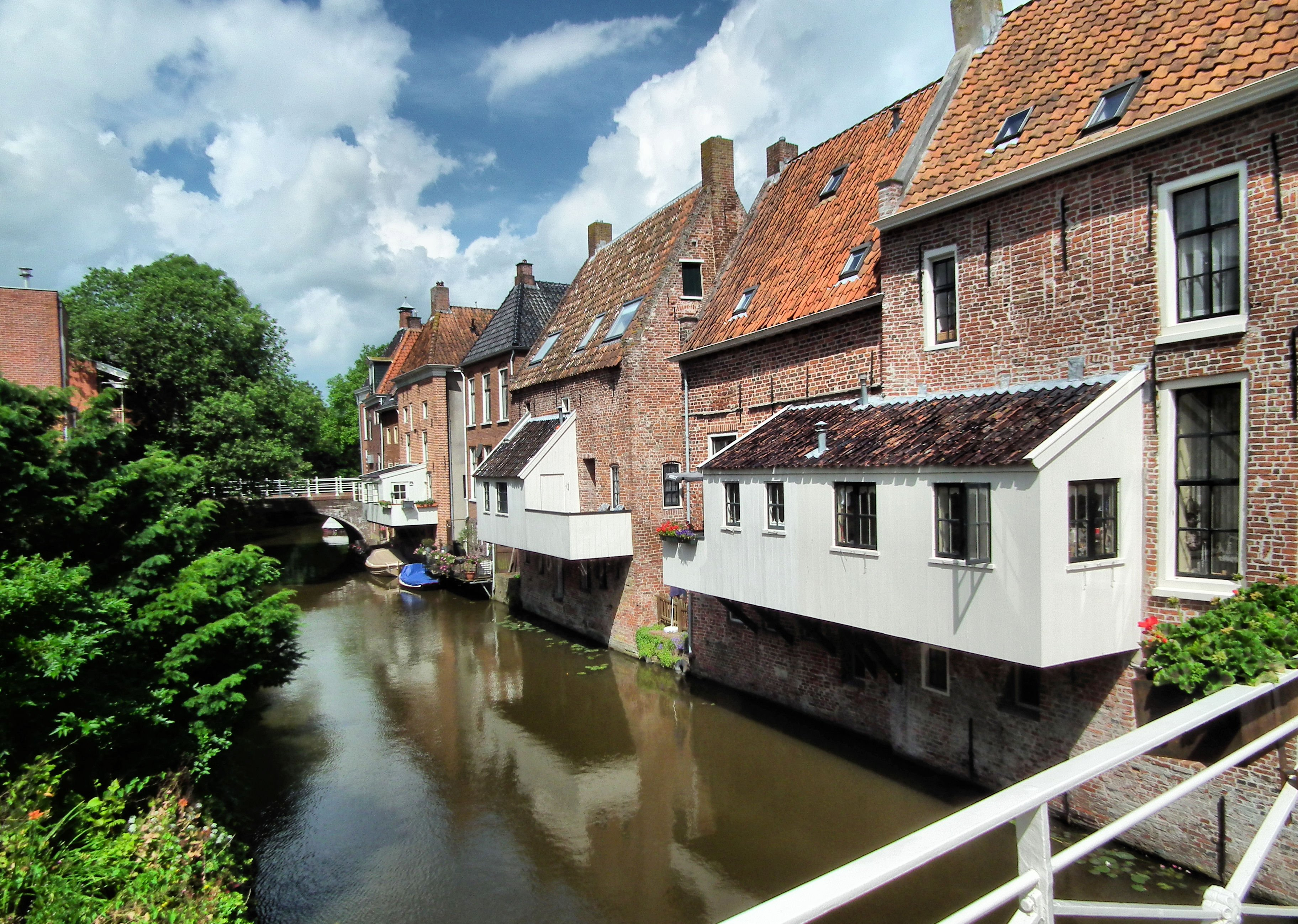
Cocinas suspendidas en Appingedam.
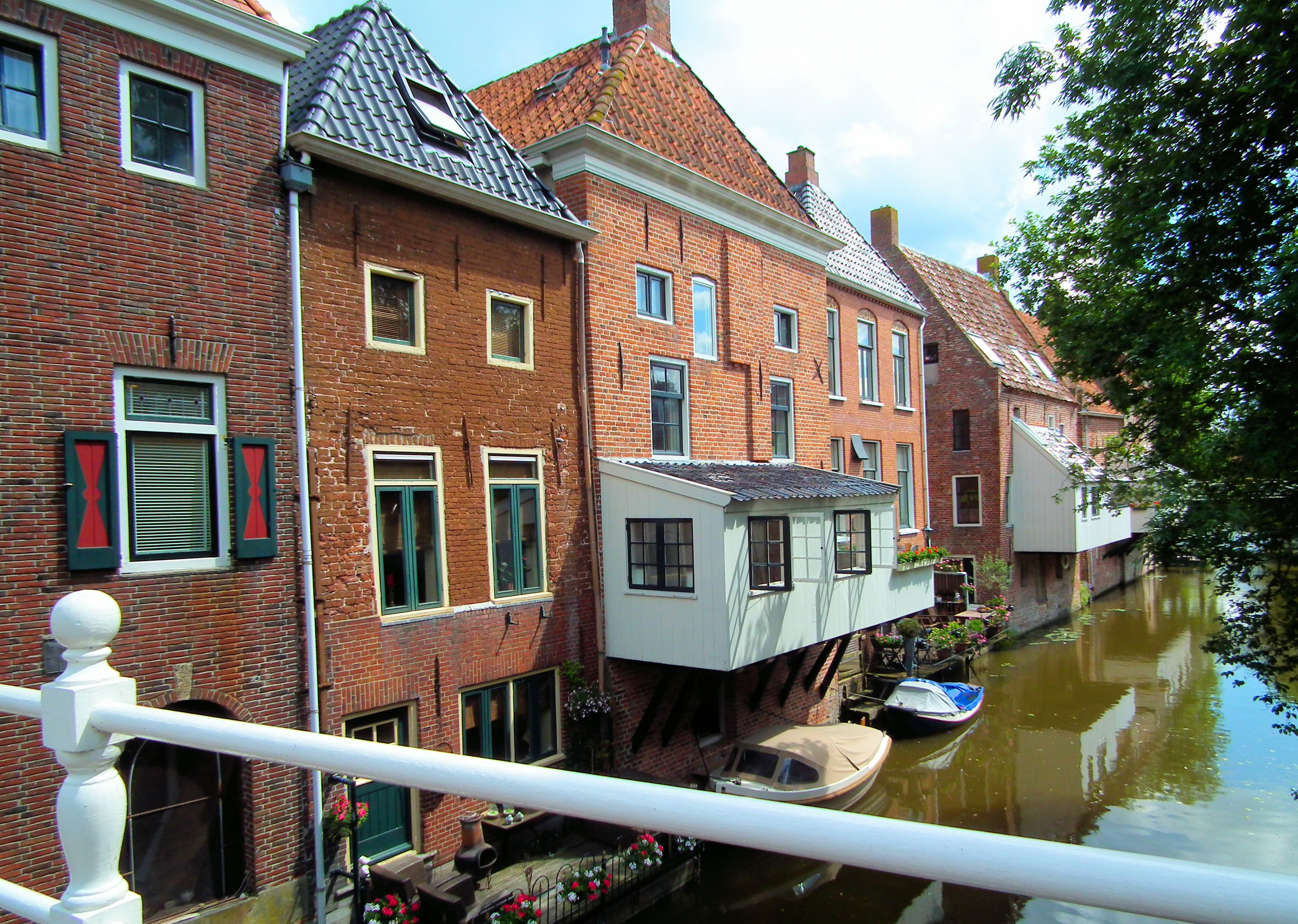
Damsterdiep.
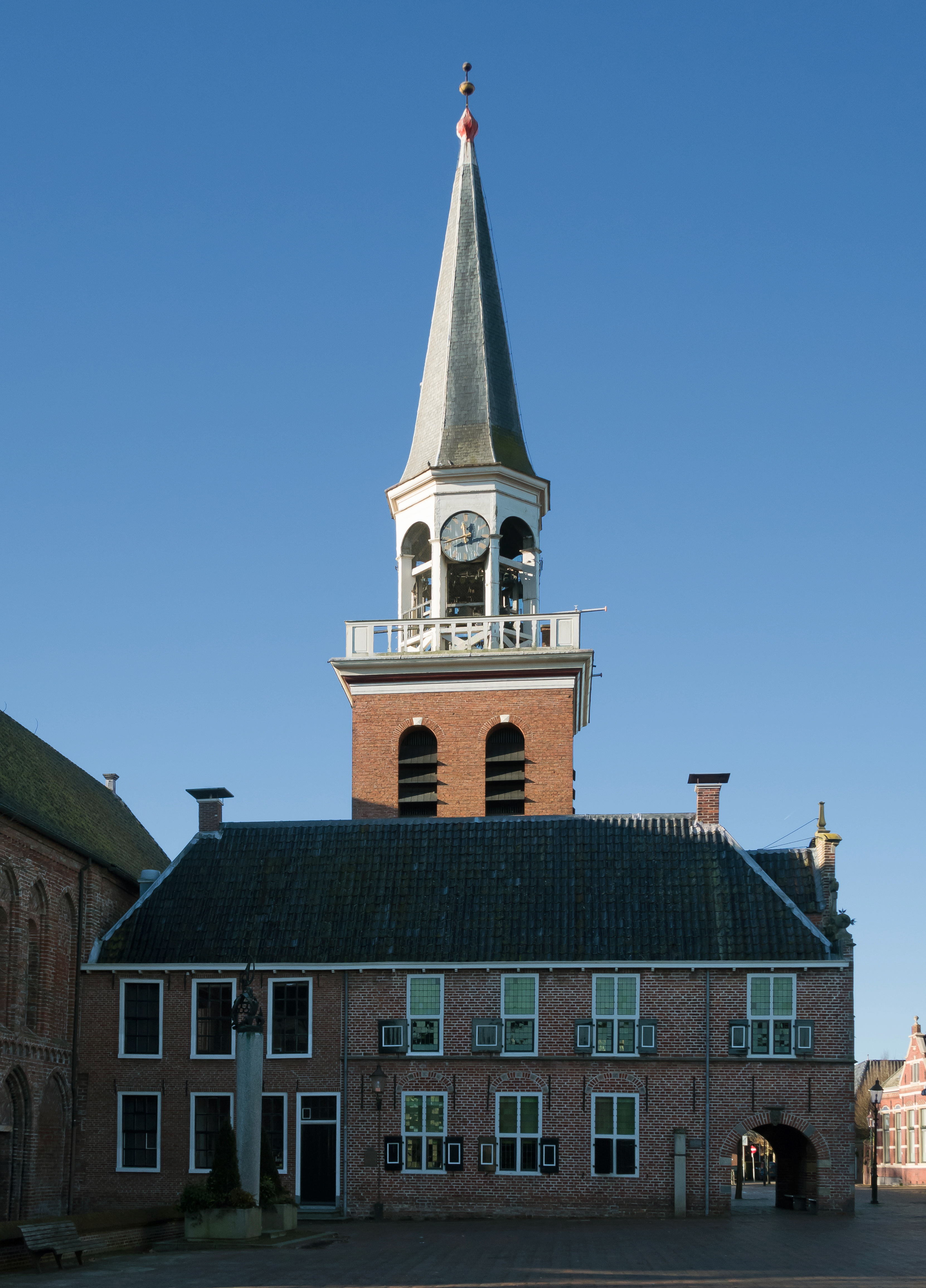
El ayuntamiento y la torre de la iglesia de San Nicolás.
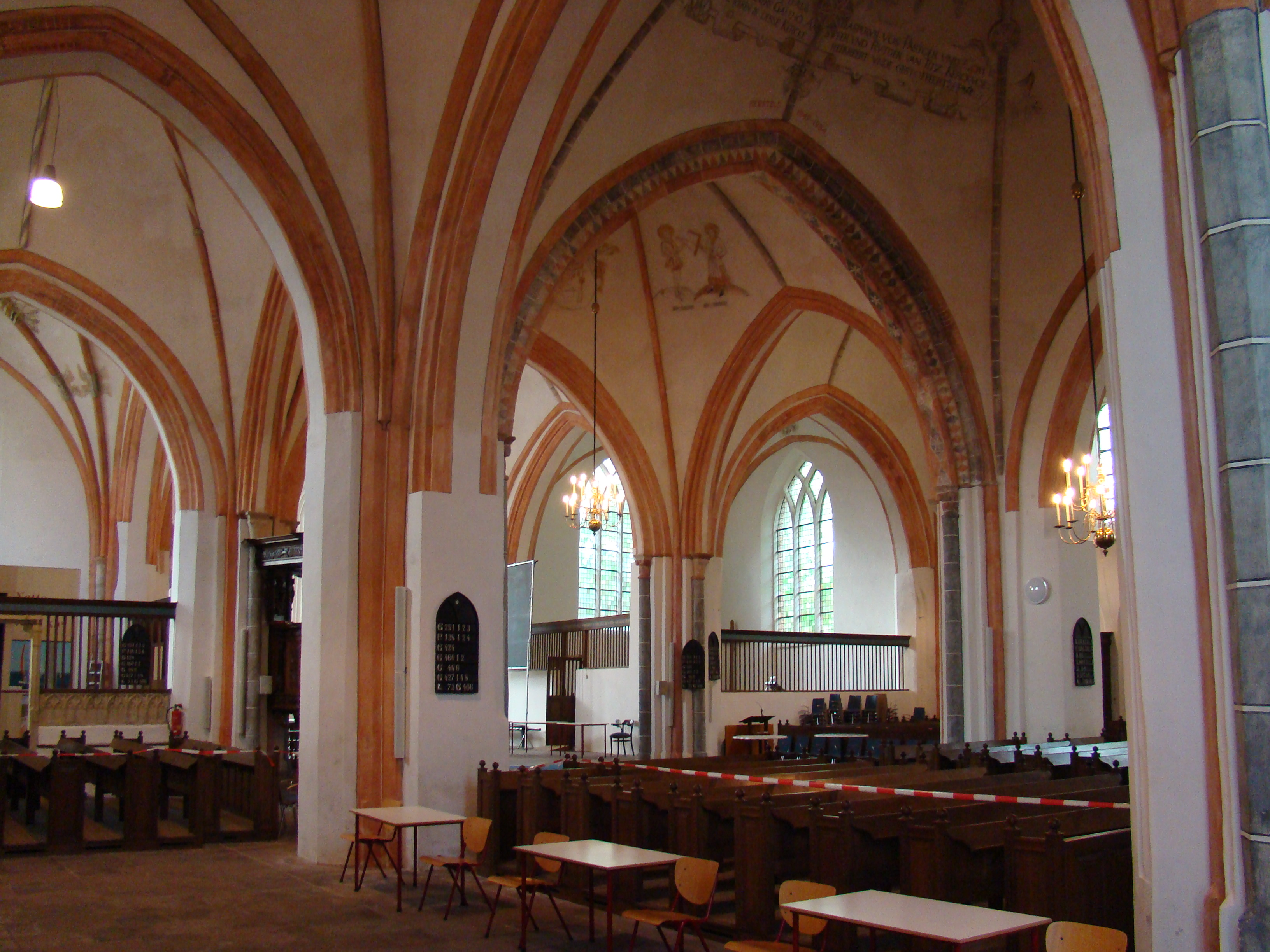
Interior de la iglesia de San Nicolás.
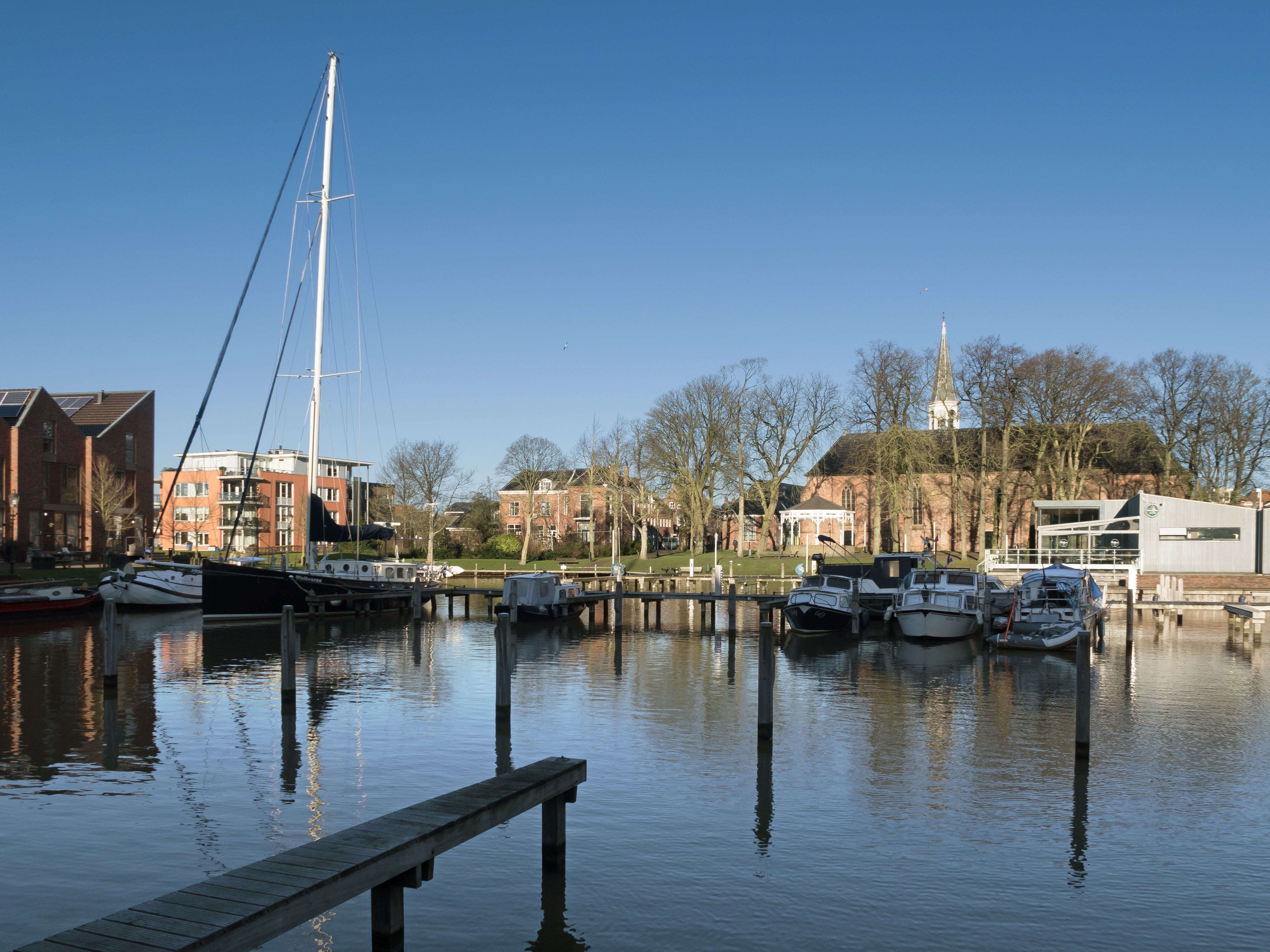
El puerto (de Stadshaven).
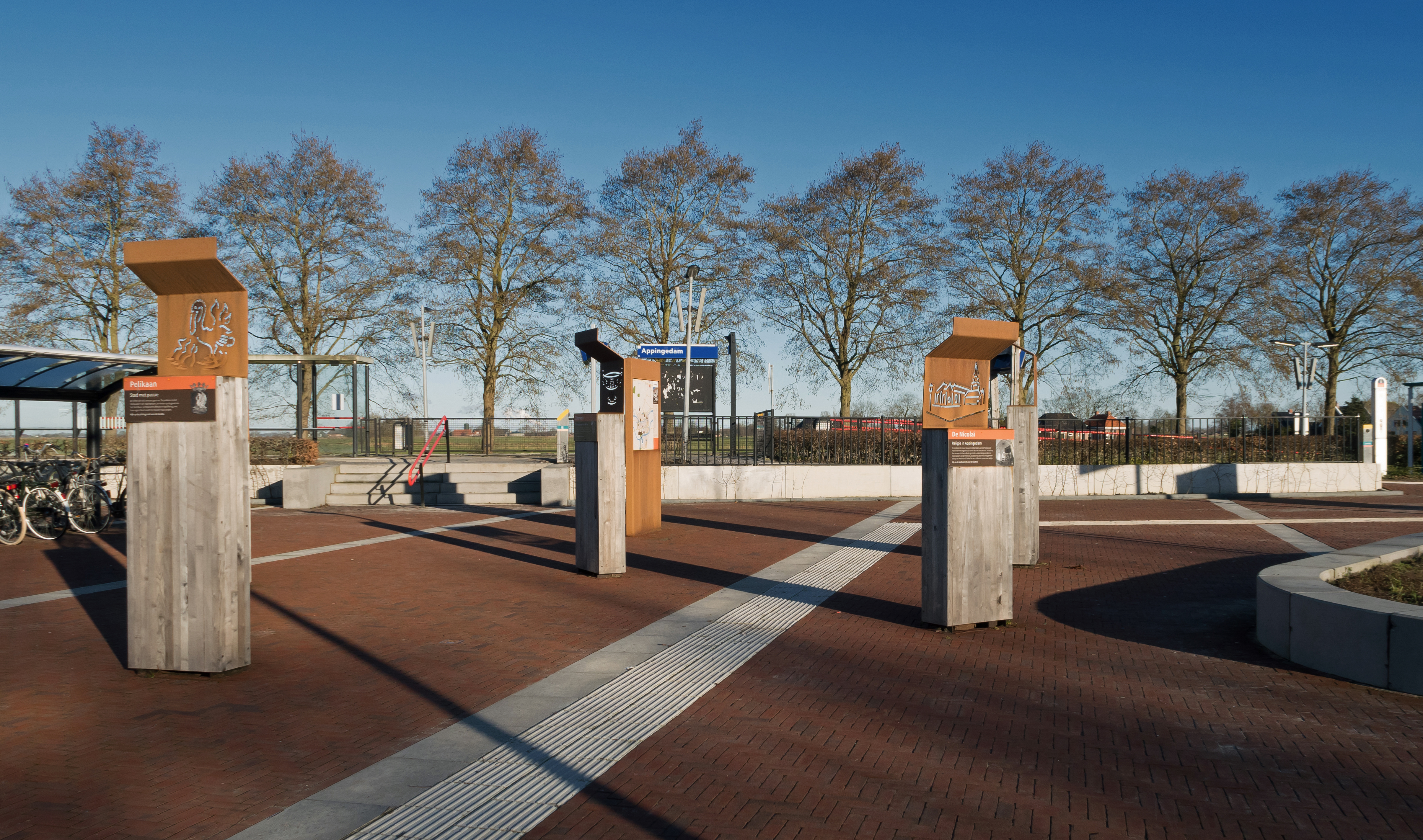
La estación de Appingedam